# Ак-Монайский перешеек
Ак-Мона́йский переше́ек (Парпа́чский перешеек, укр. Ак-Монайський перешийок, крымскотат. Aq Manay boynu, Акъ Манай бойну) — перешеек, соединяющий Керченский полуостров с основной частью Крыма. Разделяет Азовское море (залив Сиваш и Арабатский залив, расположенные в юго-западной части моря) и Чёрное море (Феодосийский залив, расположенный в северной части моря).

## Описание

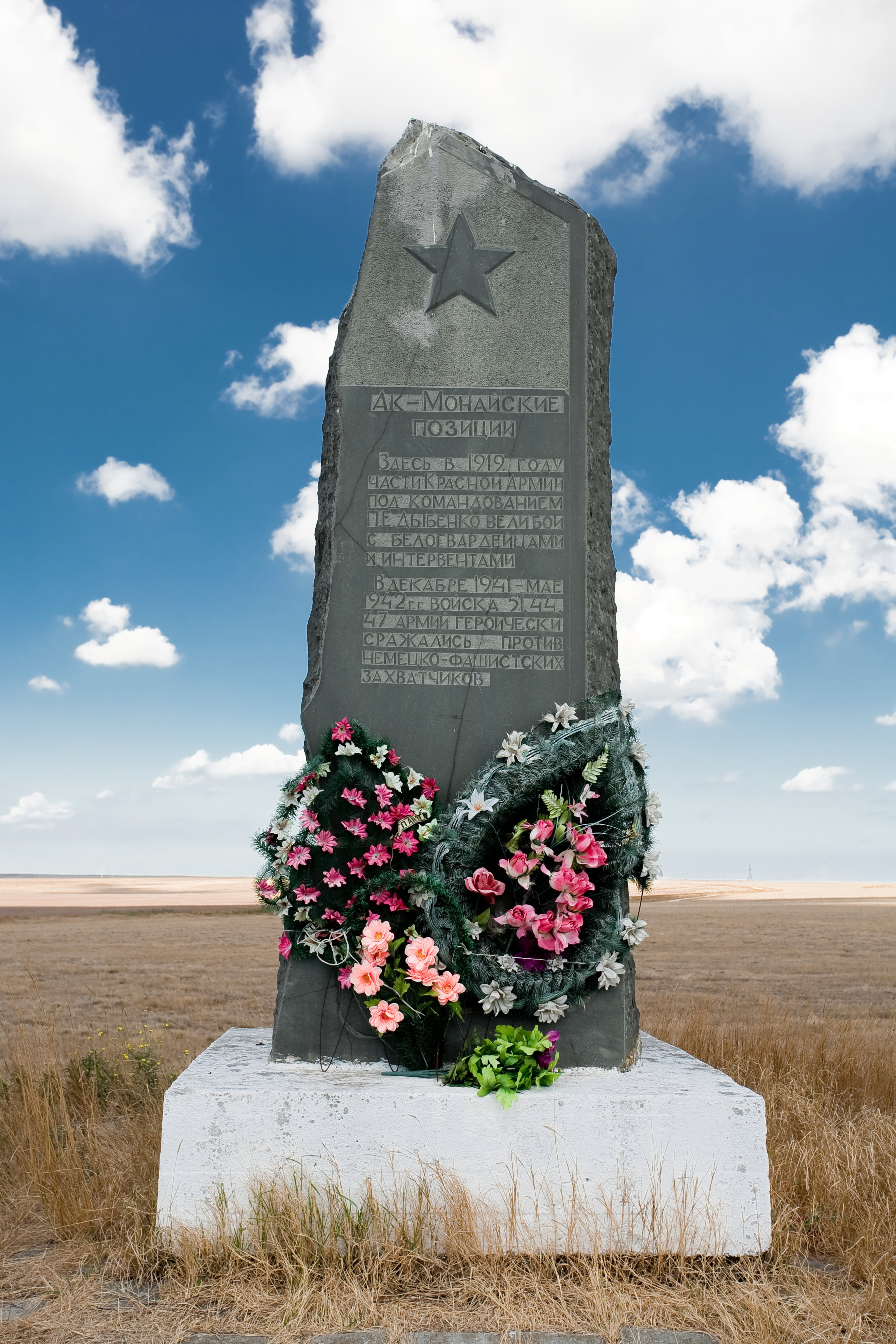
Мемориальный знак на Ак-Монайских позициях

Названия перешейка даны по селениям, располагавшимся на перешейке: Ак-Монай и Парпач (ныне Каменское и Ячменное соответственно).
Длина перешейка — около 15 км. Ширина — 17 км в самом узком месте. В северной части перешейка от него начинается коса Арабатская Стрелка. На перешейке расположены Фронтовое водохранилище, болото Камышинский Луг и несколько небольших прудов в Курпеченской балке.
На Ак-Монайском перешейке находятся сёла Каменское, Львово, Петрово, Семисотка, Фронтовое, Ячменное Ленинского района и посёлок городского типа Приморский, относящийся к Феодосийскому горсовету. По перешейку проложены автодорога М-17, железная дорога, линии электропередачи, связывающие Керченский полуостров с основной частью Крыма. Также по перешейку проходит Северо-Крымский канал

## История
Мезолитическая стоянка Фронтовое I имеет сходный кремнёвый инвентарь со стоянкой Каменная Могила (Запорожская область). Наличие домашнего быка в слое III Фронтового I и в нижних слоях Каменной Могилы подкрепляет гипотезу о доместикации быка в конце мезолита.
Ак-Монайский перешеек был заселен уже в I—III веках. По нему проходила западная граница Боспорского царства. На его территории был организован оборонительный Ак-Монайский (Парпачский) вал. 
Во время Гражданской и Великой Отечественной войн Ак-Монайский перешеек становился местом активных боевых действий. На перешейке находится несколько братских могил.